# Подружжя Гарт
«Подружжя Гарт» (англ. Hart to Hart) — американський телесеріал, який транслювався на каналі ABC з 25 серпня 1979 року по 22 травня 1984 року. Серіал був створений Сідні Шелдоном, а продюсором був Аарон Спеллінг. У центрі сюжету багата сімейна пара детективів-аматорів з Лос-Анджелеса, ролі яких зіграли Роберт Вагнер і Стефані Паверс. У фільмі також знімалася Сара Маршалл.
Серіал транслювався на ABC протягом п'яти сезонів і пік успіху припав на сезон 1981—1982, коли проєкт потрапив в Топ-15 найрейтинговіших програм року . Після завершення шоу було знято шість телефільмів-продовжень. Проєкт неодноразово відзначався різними нагородами і номінаціями, в тому числі чотирнадцять разів висувався на «Золотий глобус», вигравши один раз. Також проєкт шість разів номінувався на «Еммі», в тому числі двічі в категорії за «Найкращу жіночу роль в драматичному телесеріалі», а в 1980 році отримав нагороду «Вибір народу» в номінації «Улюблене телешоу»